# Metastelma monense
Metastelma monense är en oleanderväxtart som beskrevs av Nathaniel Lord Britton. Metastelma monense ingår i släktet Metastelma och familjen oleanderväxter. Inga underarter finns listade i Catalogue of Life.